# Pilea rhombea
Pilea rhombea là loài thực vật có hoa trong họ Tầm ma. Loài này được (L.f.) Liebm. miêu tả khoa học đầu tiên năm 1851.